# Issey Nakajima-Farran
Issey Morgan Nakajima-Farran (en japonés: 中島ファラン一生; Calgary, Alberta, 16 de mayo de 1984) es un exjugador de fútbol canadiense. Actuó profesionalmente en equipos de Asia, Europa, Norteamérica y Oceanía. También representó a su país a nivel internacional. 

## Trayectoria
Aunque nació en Canadá, Nakajima-Farran pasó su niñez en Japón, donde comenzó a jugar al fútbol con el equipo infantil del Verdy Kawasaki. Posteriormente su familia se mudó a Inglaterra, por lo que terminó sumándose a las fuerzas básicas del Crystal Palace FC. Sin embargo, creyendo que tendría más oportunidades para alcanzar el profesionalismo en Japón, retornó en el 2000 al Tokyo Verdy 1969 para completar allí su formación.
Sin lugar en el plantel profesional, en 2003 fue cedido al Albirex Niigata de la J2 League. De allí sería enviado a la filial del club en Singapur, el Albirex Niigata (S). Nakajima-Farran brilló en la Liga Premier de Singapur, siendo rápidamente nacionalizado singapurense con la esperanza de que representara al país a nivel nacional. Sin embargo en enero de 2006 dejó la isla con la intención de retornar a Inglaterra y usar su experiencia para ganar un lugar en algún equipo del país. Intentó conseguir un contrato con el Millwall, el Portsmouth y el Reading, pero ninguno de esos clubes se terminó por interesar en él.
Entre 2006 y 2011 vivió en Dinamarca, jugando para diversos equipos de la Primera División de Dinamarca y de la Superliga de Dinamarca. Durante ese periodo estuvo cerca de fichar con el De Graafschap Doetinchem de la Eredivisie de los Países Bajos, pero finalmente ello no se materializó.
Su siguiente destino fue el Brisbane Roar de la A-League de Australia.
En 2012 aterrizó en Chipre, donde jugó para el AEK Larnaca y el Alki Larnaca FC.
El Toronto FC de la Major League Soccer le dio la oportunidad de jugar profesionalmente en Canadá en el año 2014. Sin embargo a mitad de temporada fue transferido al Montreal Impact.
Tras un fugaz paso por el Suburense UE de la Segunda Catalana, regresó a Asia en marzo de 2015 para jugar en la Superliga de Malasia y en la Premier League de Malasia.
En marzo de 2019, luego de cuatro años en tierras malayas, fichó con el Pacific Football Club de la Canadian Premier League. Posteriormente se vinculó al Central City Breakers—Langley FC United de la Vancouver Metro Soccer League.
En marzo de 2021 fue presentado como refuerzo de la UE Tàrrega de la Primera Catalana. Posteriormente permaneció en España, jugando para el CF Cubelles del ascenso catalán.
En marzo de 2024 salió del retiro para participar de la Kings League como jugador 13 del Rayo de Barcelona.

## Selección nacional
Fue convocado para jugar un partido con la selección sub-21 de Singapur ante la selección sub-23 de Japón en 2005.
Debutó con la selección de fútbol de Canadá en noviembre del 2006 en un partido amistoso disputado frente a Hungría. Su único gol con el equipo nacional lo marcó ante San Vicente y Granadinas el 15 de junio de 2008.
Disputó tres ediciones de la Copa de Oro de la Concacaf: 2007, 2009 y 2013.

## Clubes
| Club                        | País      | Año         |
| --------------------------- | --------- | ----------- |
| Albirex Niigata             | Japón     | 2003 - 2004 |
| Albirex Niigata Singapur FC | Singapur  | 2004 - 2006 |
| Vejle Boldklub              | Dinamarca | 2006 - 2007 |
| FC Nordsjælland             | Dinamarca | 2007 - 2009 |
| AC Horsens                  | Dinamarca | 2009 - 2011 |
| Brisbane Roar               | Australia | 2011 - 2012 |
| AEK Larnaca                 | Chipre    | 2012 - 2013 |
| Alki Larnaca FC             | Chipre    | 2013        |
| Toronto FC                  | Canadá    | 2014        |
| Montreal Impact             | Canadá    | 2014        |
| Suburense UE                | España    | 2015        |
| Terengganu FA               | Malasia   | 2015 - 2017 |
| Pahang FA                   | Malasia   | 2018        |
| Pacific FC                  | Canadá    | 2019        |
| CCB-LFC United              | Canadá    | 2020        |
| Unió Esportiva Tàrrega      | España    | 2021        |
| CF Cubelles                 | España    | 2021 - 2023 |

## Palmarés

### Campeonatos nacionales
| Título    | Club            | País  | Año  |
| --------- | --------------- | ----- | ---- |
| J2 League | Albirex Niigata | Japón | 2003 |

### Distinciones individuales
| Distinción                        | Año  |
| --------------------------------- | ---- |
| Jugador joven del año en Singapur | 2005 |

## Vida personal
Nakajima-Farran es hijo de una mujer de nacionalidad japonesa y de un hombre de nacionalidad inglesa nacido en Rhodesia. A raíz de ello resultaba elegible para jugar con las selecciones de Japón, Inglaterra y Zimbabue, pero ninguno de esos equipos manifestó interés por convocarlo. Su hermano Paris Nakajima-Farran también jugó profesionalmente al fútbol, y coincidió con él en la temporada 2010-11 jugando ambos para el AC Horsens.
Es pintor aficionado.